# Guillaume Antoine Le Monnier
Guillaume Antoine Le Monnier, né à Saint-Sauveur-le-Vicomte   le 17 janvier 1723 et mort à Paris le 4 avril 1797 est un abbé, traducteur, poète et dramaturge français.
Il est un des amis de Denis Diderot et des dames Volland. Diderot lui a écrit de Langres le 6 août 1770 : « Lorsque le moment de mon retour sera venu, je vous en préviendrai afin que nous puissions descendre à Isle tous les deux en même temps ».

## Principaux ouvrages
- Traduction de Térence, 1770, 3 volumes in-8°.
- Traduction des Satires de Perse, 1771, in-8°.
- Fables, Contes et Épitres, 1773, in-8°
- Fêtes des Bonnes-Gens de Canon et des Rosières de Bricquebec et de Saint-Sauveur-le Vicomte